# びゅうお
沼津港大型展望水門びゅうお（ぬまづこう おおがたてんぼうすいもん びゅうお）は、東海地震の津波を防ぐ目的で沼津港に造られた水門。
津波避難施設としての役割も持ち、平常時は展望施設として使用されている。

## 解説
びゅうおは、沼津港の内港から外港に出るところに設けられ、水門扉は重量406t、幅40m、高さ9.3mで、日本最大級となっている。地震計で250ガル以上、震度5強以上の地震を検知すると自動的に閉まり、約5分で完全閉鎖する。
両岸に13人乗りのエレベーターが1基ずつ設置され、展望回廊まで人を運ぶ。外部に非常階段も設置されているが平常時には利用できない。
1996年（平成8年）度に調査設計に着手し、9年の歳月と総事業費43億円をかけ、2004年（平成16年）9月26日に運用を開始した。
「びゅうお」の名称は、一般からの公募により景色・眺め等を意味する「VIEW」と魚の「うお」から命名された。完成から約1年で14万人が見学に訪れた。

## 展望施設として
地上より約30mの高さに展望回廊の床を設置、両岸の機械室の周囲を展望回廊が囲み、両岸の間は幅4m、長さ約30mの連絡橋で繋いでいる。全ての展望回廊を含めれば360度の展望がある。北から西にかけて、愛鷹山、富士山、箱根山、沼津アルプス。南に達磨山。西に駿河湾と夕日が望める。2025年現在、入場料は1人100円、子供50円。

## ギャラリー

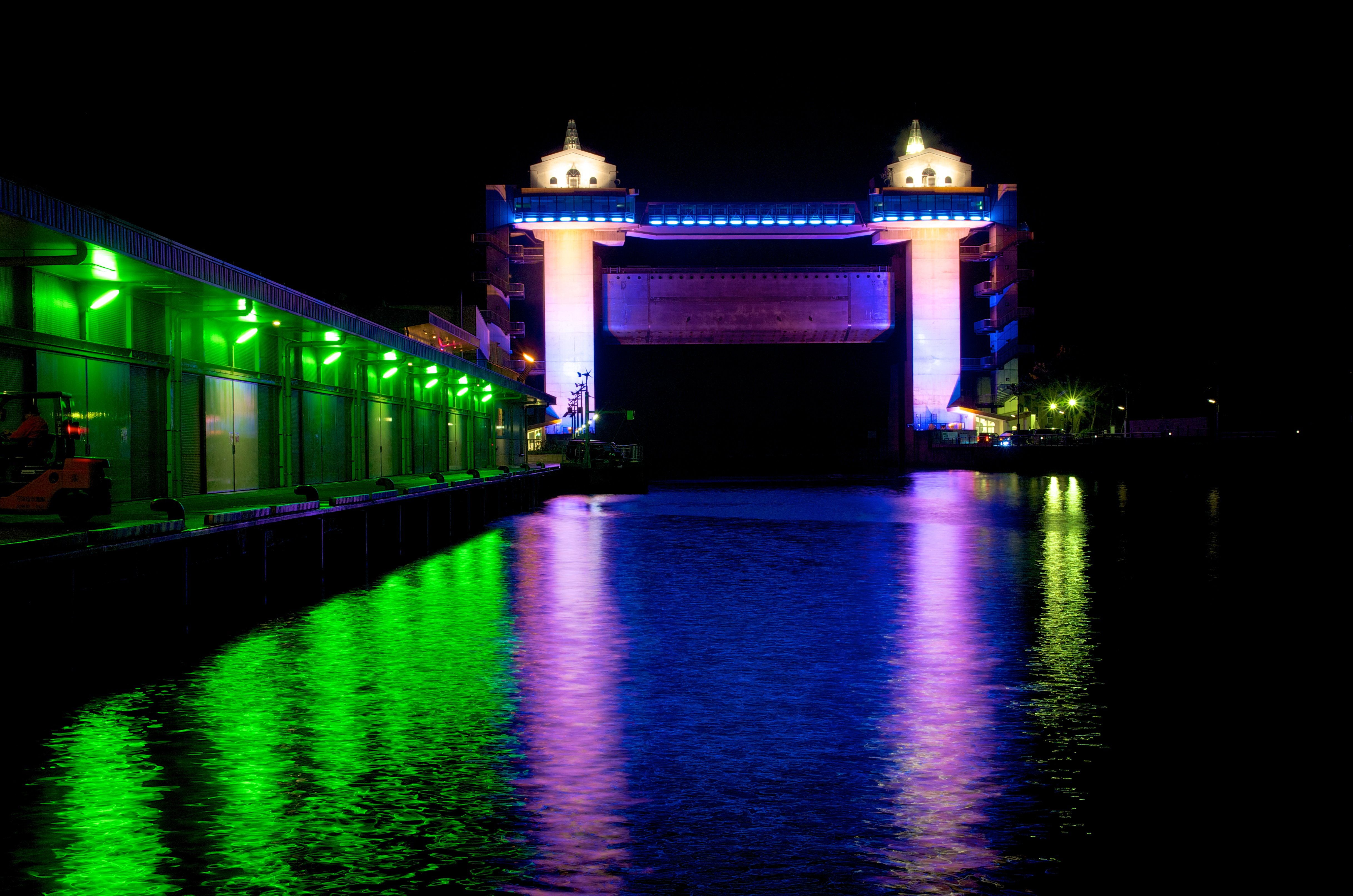
夜間はライトアップされる
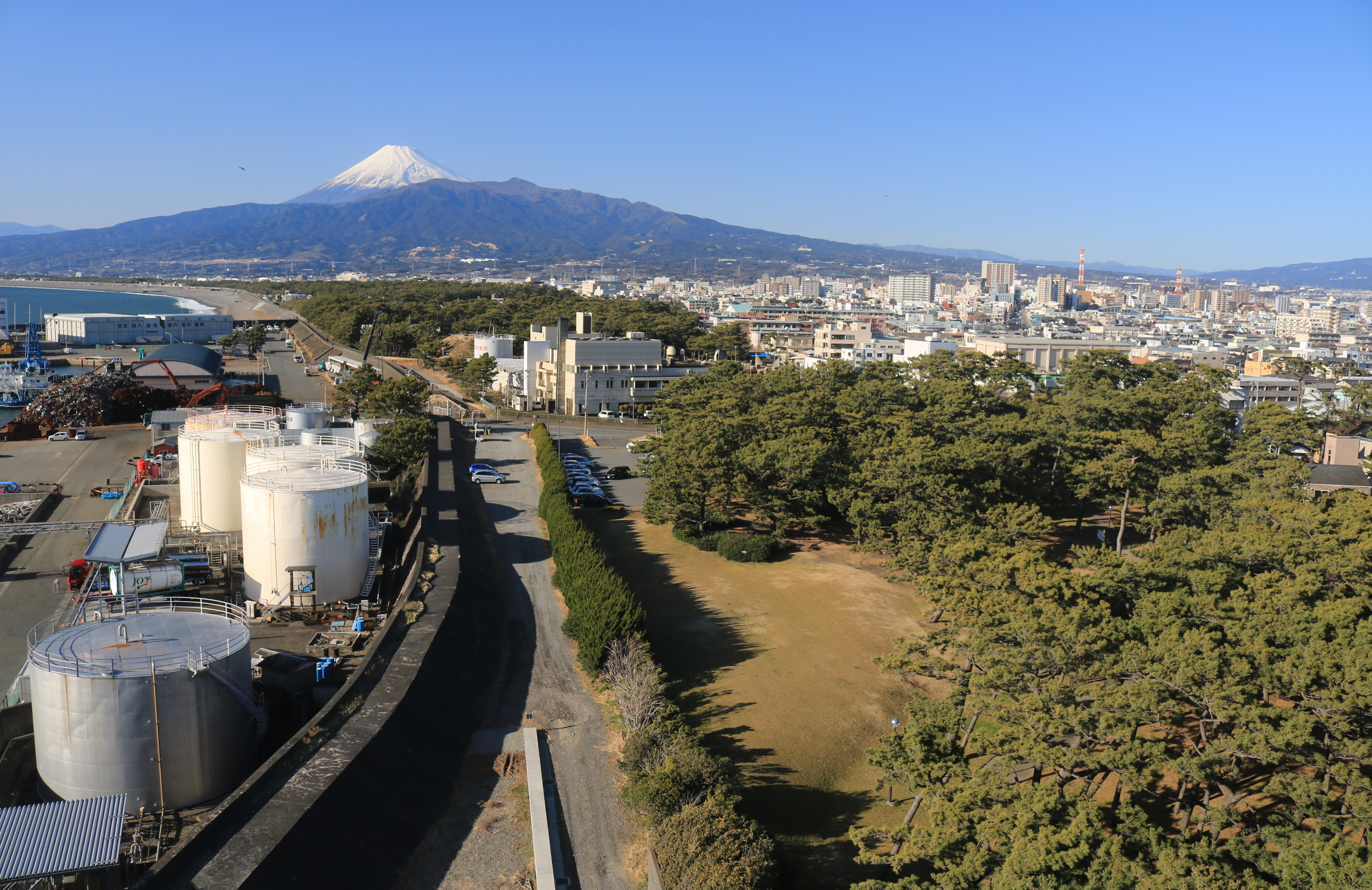
展望回廊からの北側の眺望 愛鷹山塊越しの富士山と沼津市の中心市街地
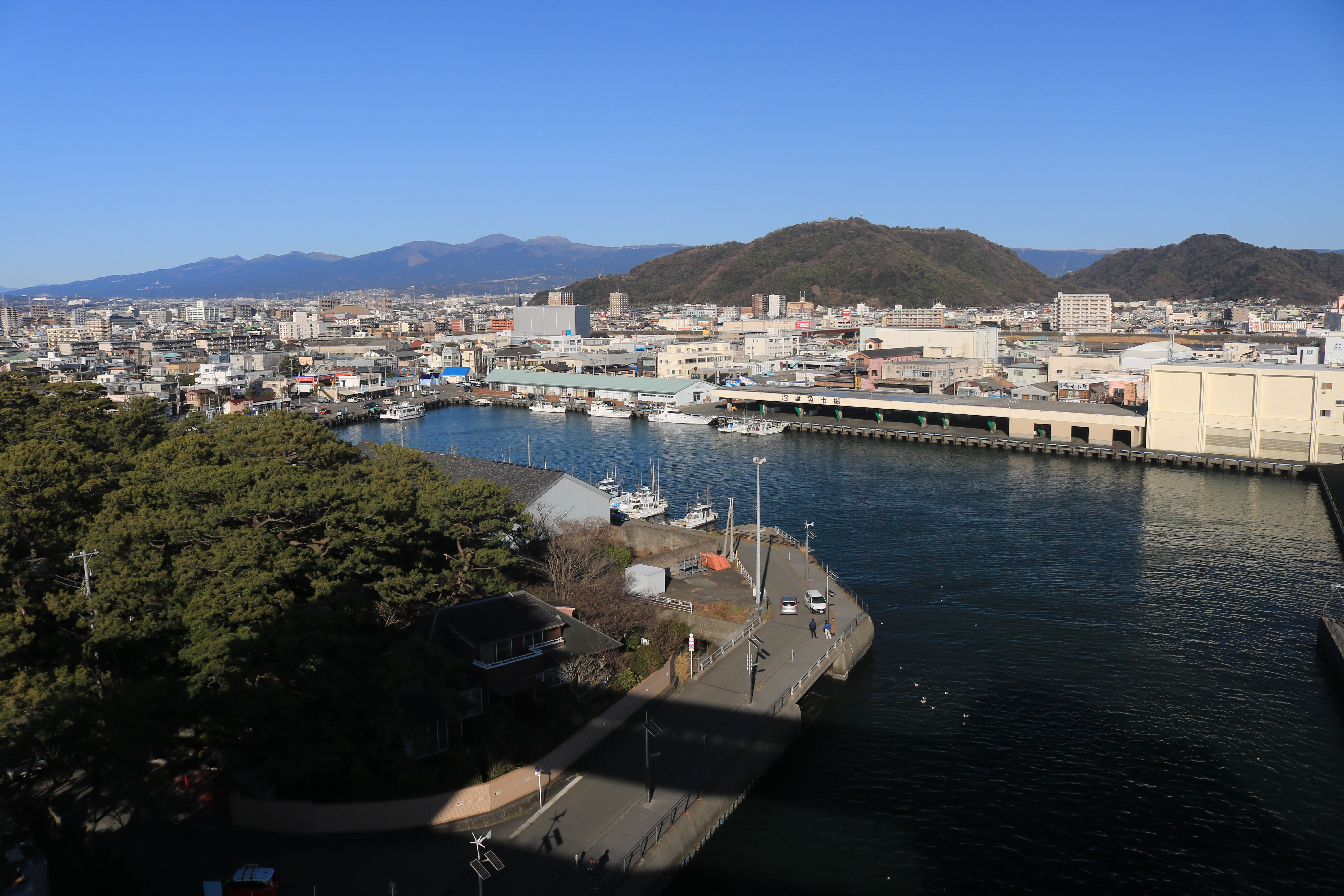
展望回廊からの東側の眺望 沼津港の背後に沼津アルプスの香貫山、その左奥に箱根山
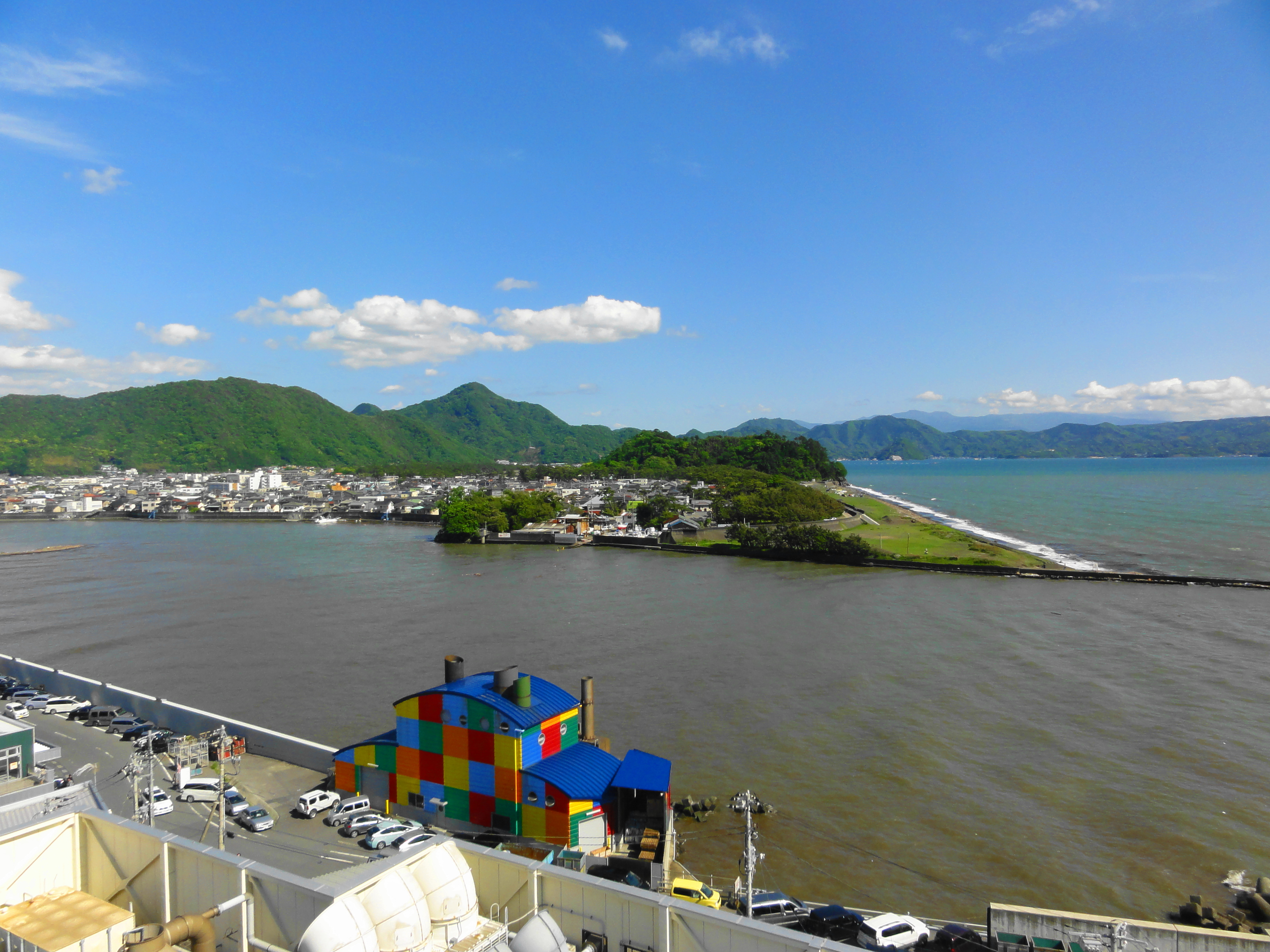
展望回廊からの南側の眺望 狩野川河口の左奥に鷲頭山、中央付近の最奥に天城山